# Rieselsbergalm
Die Rieselsbergalm ist eine Alm in den Bayerischen Voralpen. Sie liegt im Gemeindegebiet von Rottach-Egern.
Das Almgebiet befindet sich an der Südseite des Schinders auf der westlichen Seite des Rieselsberges. Es führt kein Fahrweg zur Alm. 
Auf der österreichischen Seite der Grenze, die direkt über den Bergrücken verläuft, ist eine Ritzelbergalm verzeichnet die auch zum Almensemble gehört.